# Illuminati

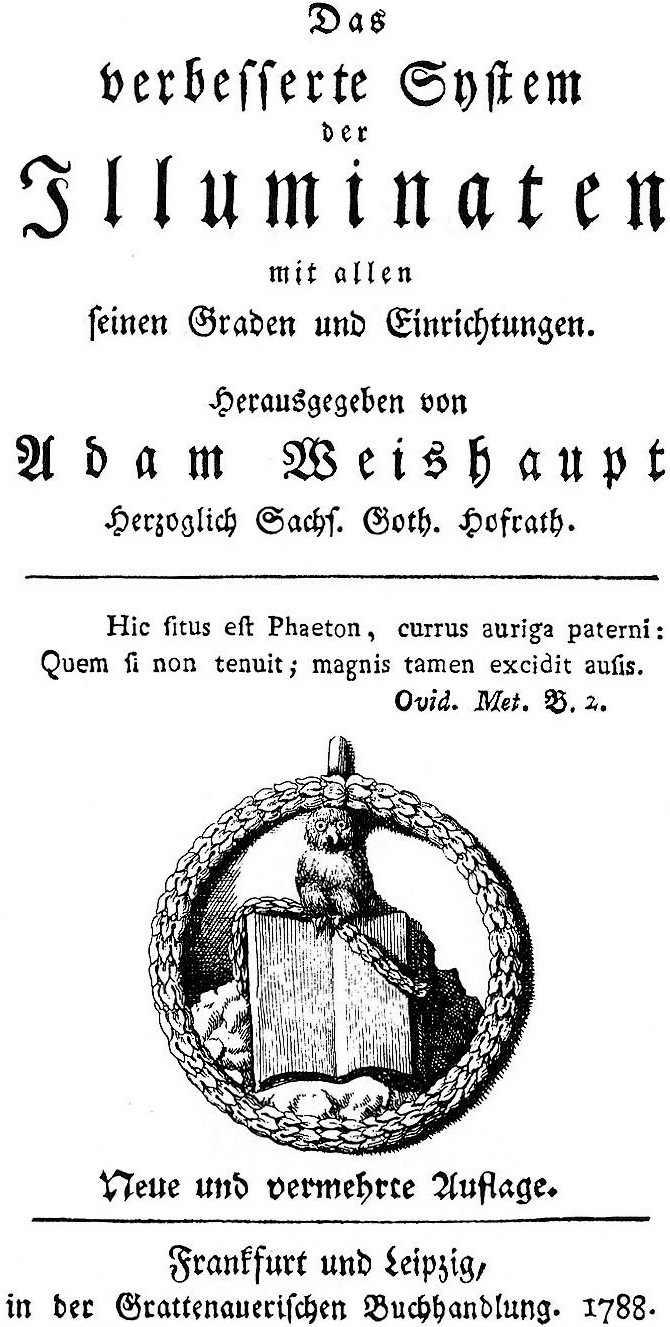
Cuốn sách của Adam Weishaupt lần đầu giới thiệu về Illuminati, biểu tượng chính thức của hội được vẽ vào đó (hình con cú).

Illuminati (tiếng Latinh, số nhiều của illuminatus, "giác ngộ, khai sáng, ánh sáng") là tên gọi dùng cho một số hội nhóm, cả có thật trong lịch sử và trong các tác phẩm giả tưởng. Về mặt lịch sử, cái tên này đề cập đến hội kín Illuminati Bayern được thành lập ngày 1 tháng 5 năm 1776 tại vùng Bayern (Bavaria) vào thời kỳ Khai sáng ở châu Âu. Mục đích theo tuyên bố của hội là chống mê tín, thành kiến, ảnh hưởng tôn giáo lên đời sống cộng đồng và sự lạm dụng sức mạnh nhà nước, cùng với đó là ủng hộ giáo dục cho phụ nữ và bình đẳng giới. Hội Illuminati cùng một số hội kín khác đã bị nhà cầm quyền đặt ngoài vòng pháp luật và cuối cùng là bị cấm vào năm 1785.
Về sau này, từ "Illuminati" đề cập đến nhiều tổ chức khác nhau tự nhận hoặc bị gán cho là có liên hệ với hội Illuminati ban đầu hoặc các hội kín tương tự, cho dù những sự liên hệ này vô căn cứ. Những nhóm này thường bị cáo buộc là có âm mưu kiểm soát các vấn đề thế giới bằng việc dựng nên các biến cố và xếp đặt tay chân trong các chính phủ và tập đoàn thương mại nhằm thiết lập một Trật tự Thế giới Mới. Là một phần nòng cốt của các thuyết âm mưu, Illuminati được mô tả là ẩn mình trong bóng tối, giật dây và thao túng quyền lực, xuất hiện trong hàng tá các tiểu thuyết, phim ảnh, truyền hình, truyện tranh và video game và các bài giới thiệu bằng video trên mạng về sự huyền bí của tổ chức này.

## Lịch sử

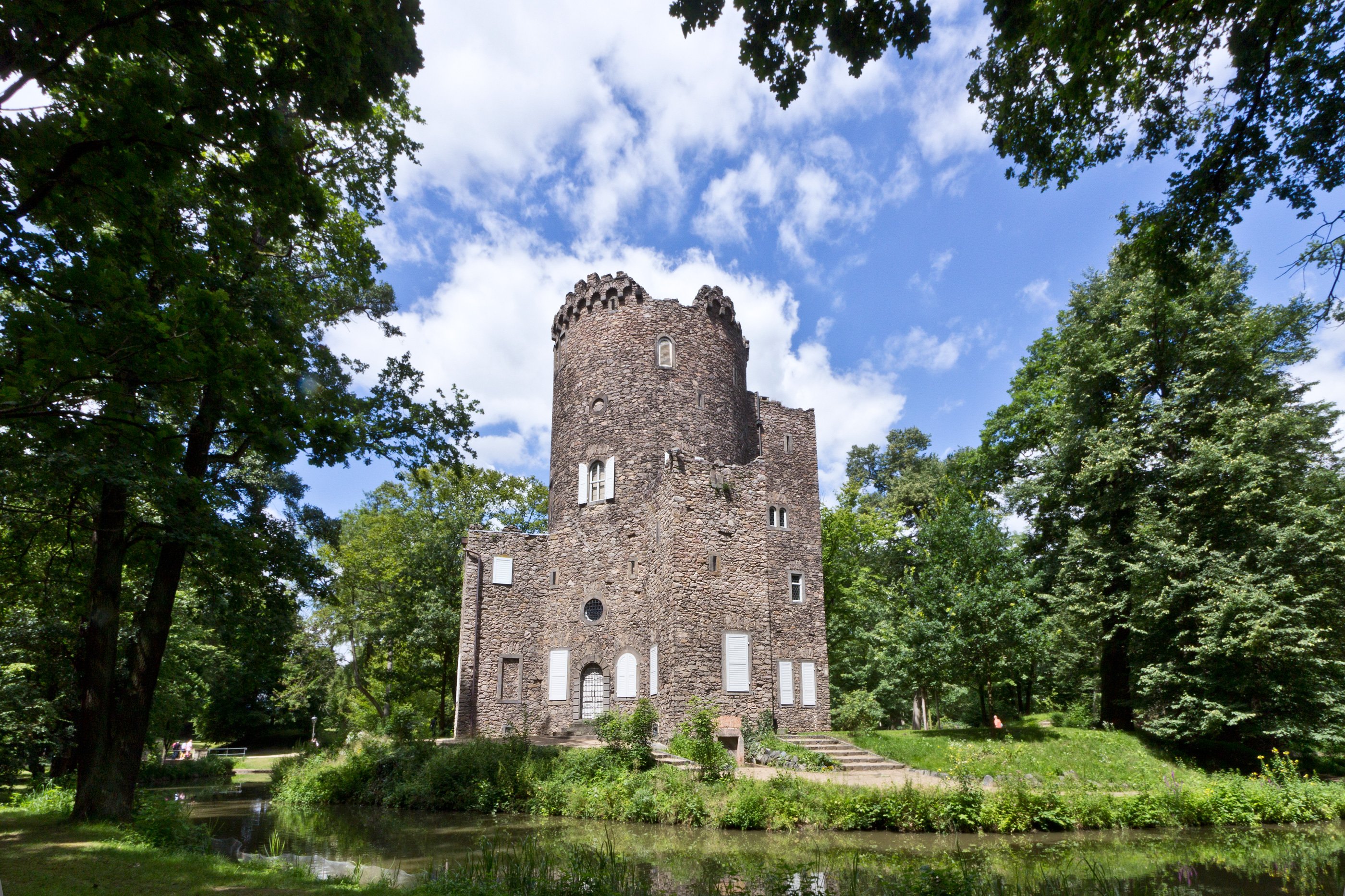
Lâu đài Hanau-Wilhelmsbad

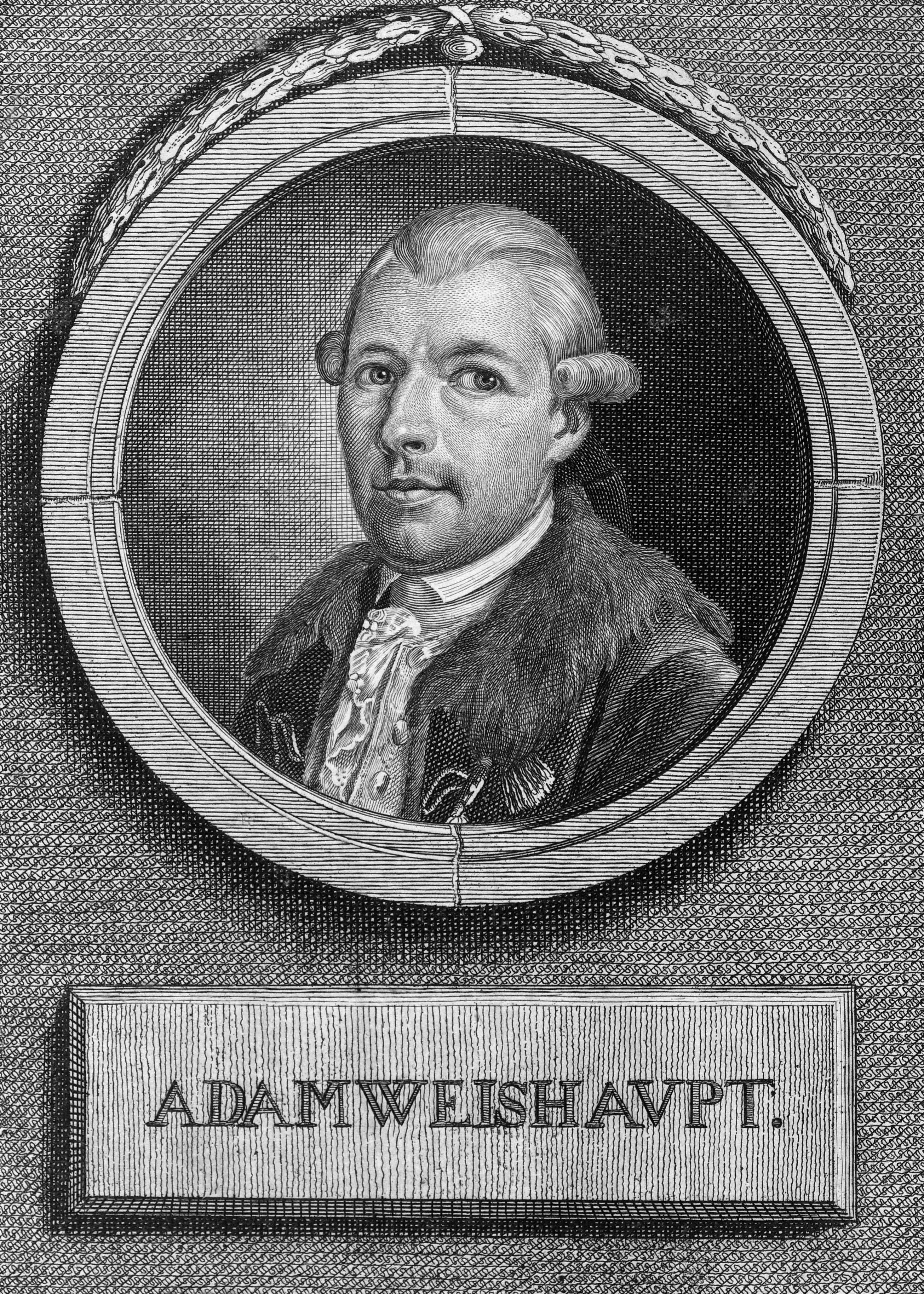
Adam Weishaupt

Tổ chức Illuminati được giáo sư Adam Weishaupt tại đại học Ingolstadt thành lập ngày 1 tháng 5 năm 1776. Hội này gồm những người có suy nghĩ tự do, con đẻ của thời kỳ Khai sáng. Nhiều người như nhà văn Seth Payson tin rằng hội này lập ra với âm mưu trà trộn vào và lật đổ chính quyền. Thậm chí những văn hào như Augustin Barruel và John Robison còn cho rằng hội Illuminati là thế lực phía sau của Cách mạng Pháp. Nhưng sau đó Jean-Joseph Mounier viết sách phản bác nhận định này.
Thành viên của Hội Illuminati được gọi là "Illuminati", nhưng họ tự đặt tên "Perfectibilists" (người theo chủ nghĩa hoàn hảo). Thành viên phải tuyên thệ trung thành với cấp trên và được chia làm 3 hạng, mỗi hạng có nhiều bậc, họp tại các chi nhánh được thành lập tại nhiều nước trong lục địa châu Âu. Trong 10 năm hội có đến gần 2,000 thành viên. Về sau, tranh chấp nội bộ làm hội suy yếu, và giải thể bởi luật cấm năm 1784.
Năm 1777 lãnh chúa độc tài Karl Theodor thống trị khu Bavaria. Năm 1784 ông ra lệnh cấm các hội bí mật, trong đó có nhóm Illuminati. Trước khi bị quốc cấm, Hội được nhiều nhân vật quan trọng trong chính giới nghe theo, trong đó có Ferdinand of Brunswick và nhà ngoại giao Xavier von Zwack. Ông von Zwack được xem như là phó thủ lĩnh của hội và khi ông bị bắt, lính nhà nước tìm ra quả tang các hồ sơ về hội Illuminati trong nhà của ông ta. Hội Illuminati được các nhà văn hóa, trí thức hay lãnh tụ chính quyền trọng vọng - trong đó Johann Wolfgang von Goethe, Johann Gottfried Herder, và quân công của khu vực Gotha và Weimar.

## Ngày nay
Nhiều tác giả như Mark Dice, David Icke, Ryan Burke, Jüri Lina và Morgan Gricar, cho rằng hội Illuminati sau khi giải thể vẫn ngấm ngầm tồn tại và tiếp tục hoạt động bí mật cho đến ngày nay. Thuyết âm mưu cho rằng những biến cố xảy ra trên thế giới - từ kinh tế, tôn giáo đến chính trị, quân sự - là do những tổ chức có thế lực kín đáo nằm sau các chính phủ gây ra theo kế hoạch bí mật. Họ còn cho rằng Winston Churchill, và gia đình tổng thống Bush, Barack Obama, gia đình Rothschild, David Rockefeller và Zbigniew Brzezinski  hoạt động cho những kế hoạch có tổ chức bí mật này và kế hoạch thống trị con người. 
Ngoài những tổ chức bí mật này còn có một số tổ chức công khai tự nhận là "hậu duệ" của nhóm Illuminati Bayern gốc và đặt cho mình những cái tên có chứa cụm từ "The Illuminati Order".

## Trong văn hóa xã hội
Vì tính bí mật và không thể chứng minh được là có thật hay không, tổ chức Illuminati được dùng làm chủ đề cho nhiều tác phẩm văn hóa như tiểu thuyết  phim ảnh, trên TV, và các trò chơi máy tính, truyện bằng tranh, và các loại trò chơi dùng lá bài.

Một số nghệ sĩ đương đại như Beyoncé, Katy Perry, Madonna, Jay Z... bị gán là thành viên của Illuminati do một số hình ảnh (có thể vô tình hoặc cố ý) có liên quan tới biểu tượng của hội nhóm trong các sản phẩm âm nhạc. Tuy nhiên, một số nghệ sĩ tỏ ra thích thú với điều này và chưa xác thực tin đồn.